# Luciano Negrini
Luciano Negrini (født 22. juni 1920 i Venedig, død 12. december 2012) var en italiensk roer.
Negrini var styrmand i den italienske toer med styrmand, der blev roet af Almiro Bergamo og Guido Santin, og disse tre blev europamestre i disciplinen i 1935. De tilhørte derfor det ret store favoritfelt ved OL 1936 i Berlin, men de blev i indledende heat besejret klart af den tyske båd med Gerhard Gustmann, Herbert Adamski og Dieter Arend. De vandt derpå deres semifinale (reelt et opsamlingsheat), hvorpå de i finalen igen blev besejret klart af Tyskland, der vandt guld, men sølvet sikrede de sig klart foran Frankrig, der fik bronze.

## OL-medaljer
- 1936:  Sølv i toer med styrmand